# St. Maria Magdalena (Geiselbach)

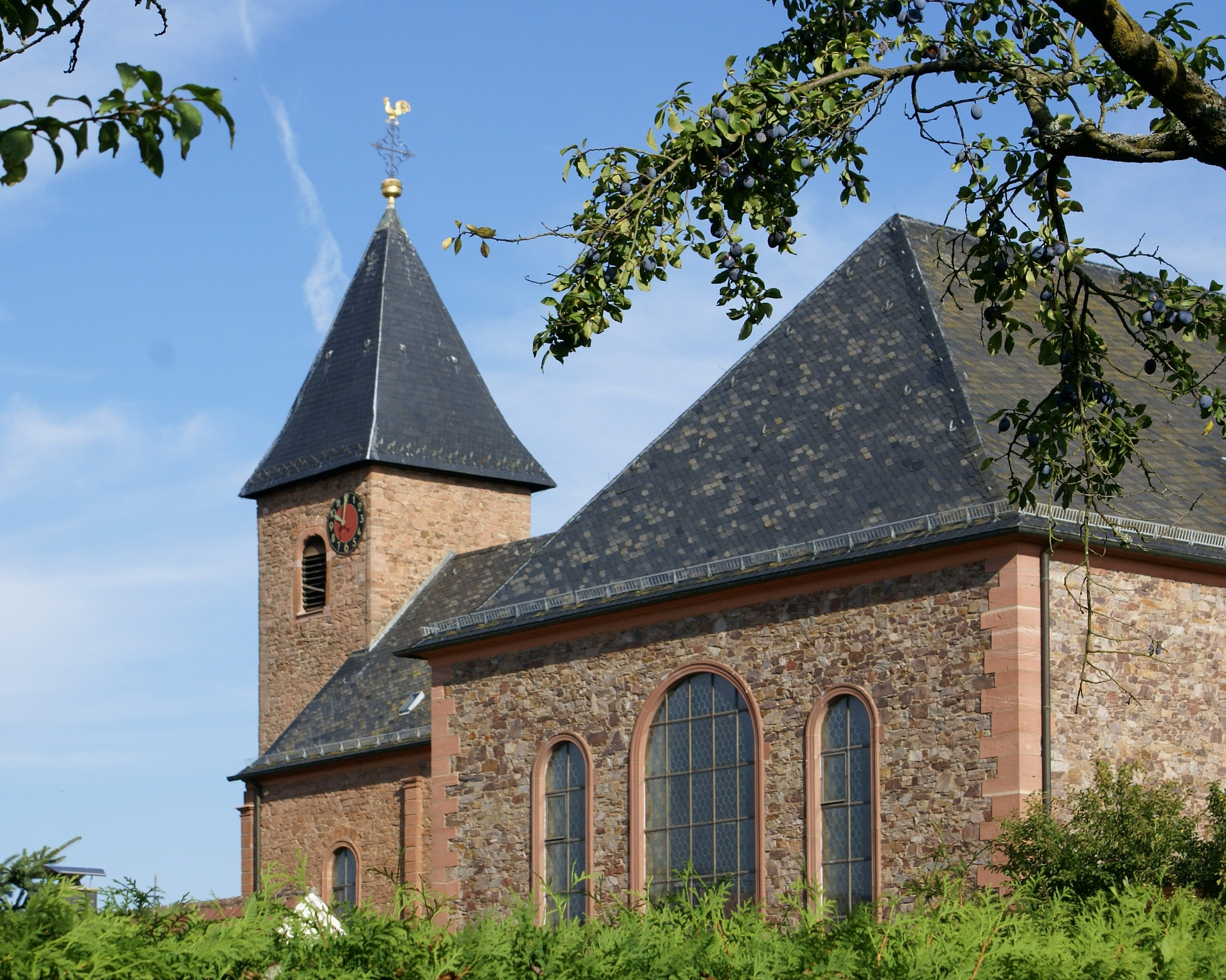
St. Maria Magdalena (Geiselbach)

Die römisch-katholische Pfarrkirche St. Maria Magdalena ist ein denkmalgeschütztes Kirchengebäude, das in Geiselbach steht, einer Gemeinde im Landkreis Aschaffenburg (Unterfranken, Bayern). Das Bauwerk ist unter der Denkmalnummer D-6-71-119-7 als Baudenkmal in der Bayerischen Denkmalliste eingetragen. Die Pfarrei gehört zur Pfarreiengemeinschaft Christus Emanuel (Krombach) im Dekanat Alzenau des Bistums Würzburg.

## Beschreibung
Die Saalkirche aus unverputzten Bruchsteinen mit Ecksteinen wurde 1722 mit einem Kirchturm im Westen errichtet, dessen oberstes Geschoss die Turmuhr und den Glockenstuhl beherbergt, und der mit einem Pyramidendach bedeckt ist. Sie wurde 1959 durch den Bau eines Querschiffes zwischen dem Langhaus und dem eingezogenen, polygonal abgeschlossenen Chor, der abgetragen und nach Osten verschoben wurde, zur Kreuzkirche erweitert. Die mittelalterliche Sakristei befindet sich im Erdgeschoss des ehemaligen Kirchturms des Vorgängerbaus. Auf der Empore steht eine Orgel mit 16 Registern, 2 Manualen und einem Pedal, die 1948 von Michael Weise gebaut wurde.